# Mason Cole
Mason Cole (geboren am 28. März 1996 in Chicago, Illinois) ist ein American-Football-Spieler auf der Position des Centers in der National Football League (NFL). Er spielte College Football an der University of Michigan und wurde 2018 von den Arizona Cardinals in der 3. Runde des NFL Drafts ausgewählt. Zuletzt spielte Cole für die Pittsburgh Steelers.

## Frühe Jahre
Cole wuchs in Tarpon Springs, Florida auf und ging auf die East Lake High School. Er war vier Jahre lang in der Startaufstellung für sein Highschool-Football-Team und nahm im Jahr 2014 am U.S. Army All-American Bowl teil. Er war außerdem ein First-Team-All-State-Spieler in Florida in der Saison 2013.

## Karriere

### College
Cole hatte Angebote für ein Stipendium von mehreren Universitäten, unter anderem von der University of Alabama, der University of Florida, der Florida State University und der Ohio State University. Im Februar 2013 gab er bekannt, dass er an die University of Michigan gehen würde.
Cole schrieb sich im Januar 2014, im Alter von 17 Jahren, ein. Am 30. August 2014, im Alter von 18 Jahren, wurde Cole der erste Offensive Lineman der Universität, der bereits im ersten Spiel in seinem True Freshman Jahr in der Startaufstellung stand und außerdem der erste, der als Left Tackle als True Freshman startete. Ab 1972, seitdem True Freshmans spielen durften, hatten nur fünf Spieler von Michigan in der Offensive Line in ihrem ersten Jahr gestartet: Bubba Paris (ein Spiel 1978), Tom Dixon (ein Spiel 1980), Dean Dingman (drei Spiele 1987), Justin Boren (ein Spiel 2006) and Kyle Vanden Bosch (drei Spiele 2013). Im Eröffnungsspiel der Saison 2014 stellten die Runningbacks einen neuen Rekord für die University of Michigan mit 9,7 Yards pro Laufversuch (350 Yards bei 36 Versuchen) auf, wofür die Offensive Line verantwortlich gemacht wurde.
Nach der Saison 2016 wurde Cole in das All-Big Ten Offensive Second Team ernannt, gewählt sowohl von den Trainern als auch den Medienvertretern. Auch nach der Saison 2017 wurde Cole in das All-Big Ten Offensive Second Team ernannt, wieder sowohl von den Trainern als auch den Medienvertretern gewählt.

### NFL
Am 27. Januar 2018 nahm Cole am Senior Bowl teil, im North Team von Vance Joseph, dem damaligen Head Coach der Denver Broncos. Sie verloren das Spiel 45 zu 16 gegen das South Team von Bill O’Brien, dem damaligen Head Coach der Houston Texans. Cole nahm im Vorfeld des Drafts am NFL Scouting Combine teil. Er nahm außerdem am Michigans Pro Day teil, der am 23. März 2018 stattfand. Cole wurde vor dem Draft als Viertrunden-Pick gehandelt, als fünftbester Center.
Die Arizona Cardinals wählten im NFL Draft 2018 Cole in der 3. Runde als insgesamt 97. Pick aus. Cole war der vierte gewählte Center des Drafts.
Am 31. Mai 2018 unterzeichnete Cole bei den Cardinals einen Vierjahresvertrag im Wert von 3,32 Millionen US-Dollar, inklusive eines Unterschriftsbonus von 761.516 US-Dollar. In der Saison 2018 war er in allen sechzehn Spielen in der Startaufstellung. In der Saison 2019 verlor er seinen Platz als Starter an A. Q. Shipley, startete jedoch zwei Spiele auf Grund von Verletzungen. In der Saison 2020 konnte er sich wieder als Starter gegen Lamont Gaillard durchsetzen und startete 14 Spiele.
Am 25. März 2021 gaben die Cardinals Cole im Austausch gegen einen Sechstrundenpick an die Minnesota Vikings ab.
Im März 2022 unterschrieb Cole einen Dreijahresvertrag bei den Pittsburgh Steelers. Er bestritt in zwei Jahren alle 34 Spiele der Regular Season als Starter auf der Position des Centers. Am 23. Februar 2024 wurde Cole von den Steelers entlassen.